# Maksim Skavysh
Maksim Pyatrovich Skavysh (em bielorrusso: Максім Скавыш; em russo: Максим Скавыш; Minsk, 13 de novembro de 1989) é um futebolista profissional bielorrusso que joga como atacante. Atualmente, joga no Torpedo-BelAZ Zhodino. Skavysh também atua pela Seleção Bielorrussa de Futebol.

## Títulos
BATE Borisov
- Vysshaya Liga: 2007, 2008, 2009, 2010, 2011, 2012
- Copa da Bielorrússia: 2009–10
- Supercopa da Bielorrússia: 2010, 2011

Torpedo-BelAZ Zhodino
- Copa da Bielorrússia: 2015–16